# Vico Morcote
Vico Morcote är en ort och kommun  i distriktet Lugano i kantonen Ticino, Schweiz. Kommunen har 407 invånare (2023).
Vico Morcote ligger vid Luganosjön.